# De Druivelaar

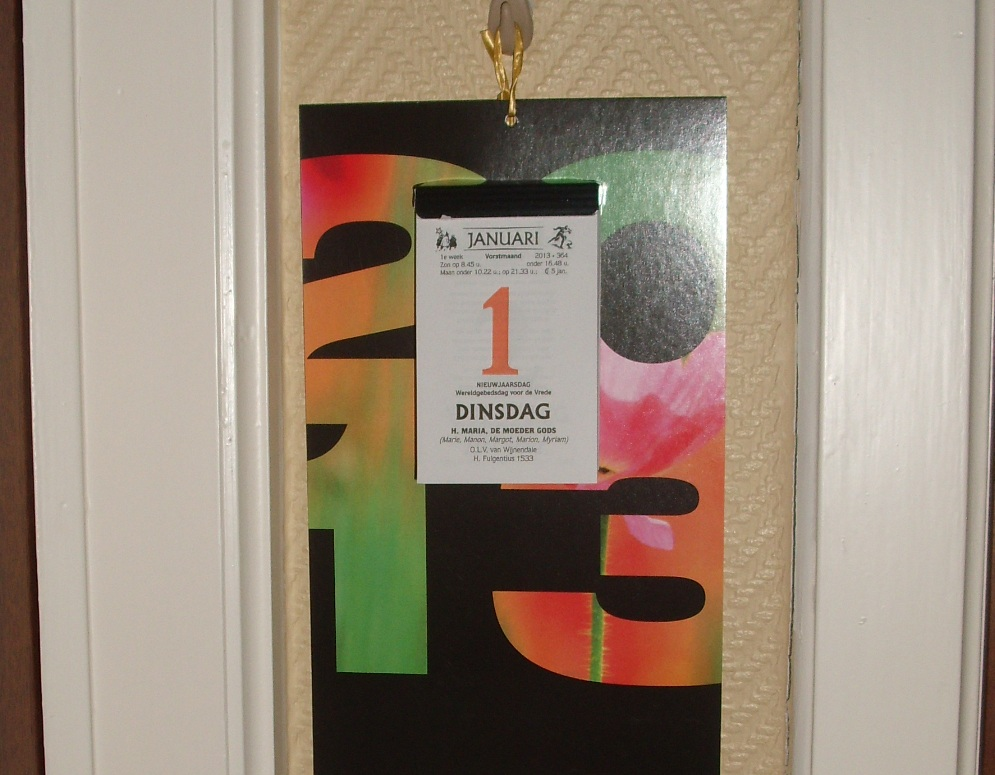
De Druivelaar van 2013 in een Vlaamse woonkamer

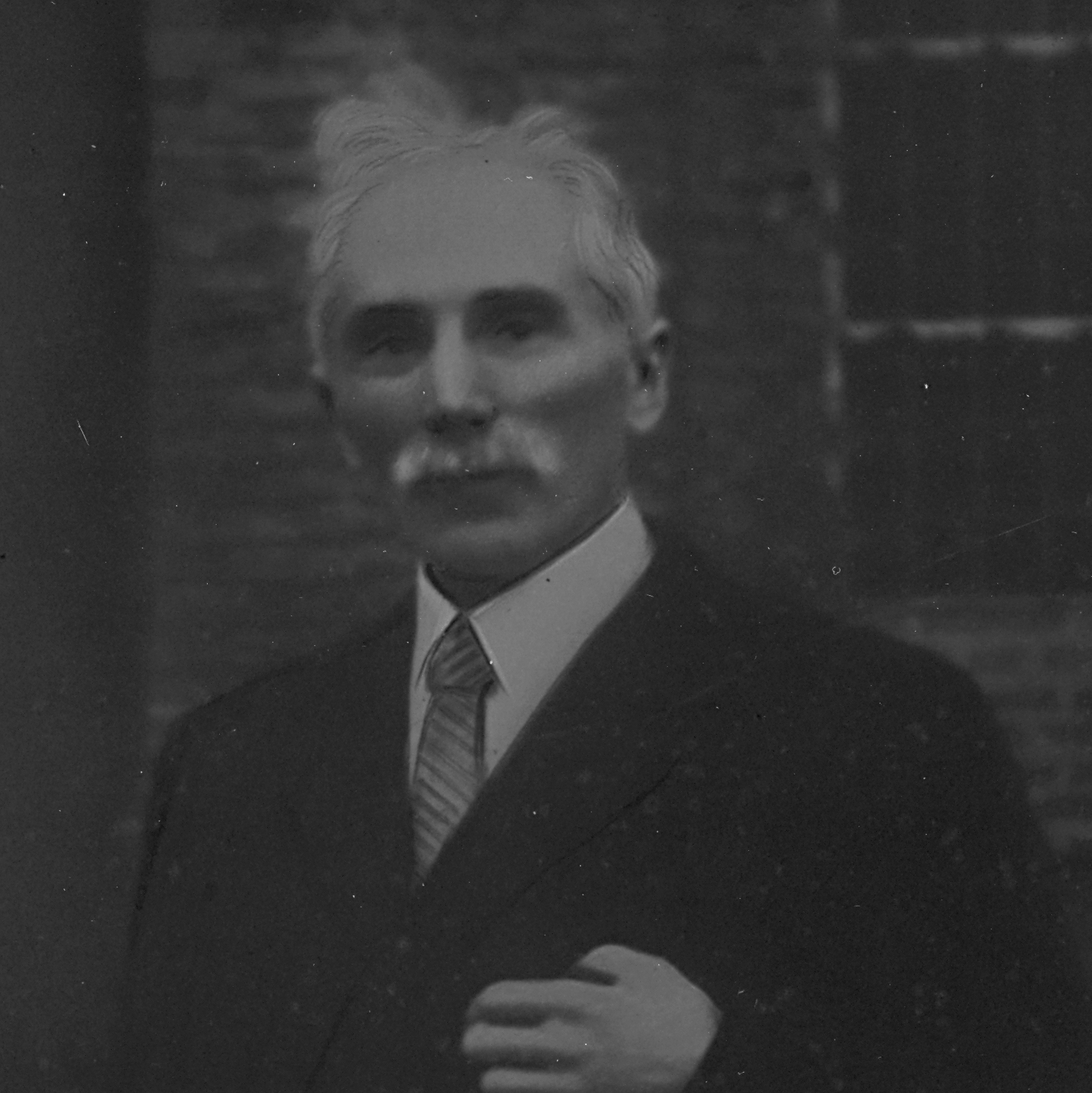
René August Nuttin

De Druivelaar is een populaire Vlaamse dagscheurkalender. De Druivelaar en zijn Franstalige tegenhanger Le Sablier worden uitgegeven door uitgeverij INNI publishers uit Heule. Sinds 2024 is er ook een groene variant, De Groene Druivelaar, gevuld met content over natuur, koken, doe-het-zelf en tuinieren.
Van De Druivelaar worden jaarlijks bijna een miljoen exemplaren verkocht, van de Franstalige bijna 300.000.

## Inhoud
Voor elke dag is er een blaadje waarop aan de voorzijde traditioneel de maand, de dag van de maand, de weekdag, het jaar en ook de heiligen die op die dag gevierd worden, staan. Bij de heilige staan enkele afgeleide namen, die op die dag hun naamfeest vieren, vermeld. Vaak staan in het klein ook volkse namen van de maanden vermeld, de dag en de week van het jaar, de uren van zonsop- en ondergang en de maanstanden.
Op de achterzijde van het afgescheurde blaadje staat traditioneel een mop, waar deze kalender haar grootste bekendheid aan dankt. Soms staat er ook een kort overzicht van reistips, met enkele bekende feesten of stoeten, oude Vlaamse (weer)spreuken (Sint Jozef helder en klaar, geeft licht een vruchtbaar jaar), een oude volkswijsheid (Jong geleerd is oud gedaan, De gierigheid beschijt de wijsheid), een oude mop Uit 't manneke uit de mane, info omtrent beurtelings parkeren, een prent bij het begin van een nieuwe maand of seizoen, uitleg omtrent een feestdag, een gezondheidsrubriek, etc. In sommige jaaredities verschenen ook extra statistieken zoals neerslagwaarden en temperatuurrecords voor die dag.

## Geschiedenis
De Druivelaar bestaat sinds 1915 en werd voor het eerst uitgegeven in Zwevegem door René August Nuttin, de vader van Joseph Nuttin. De naam De Druivelaar haalde Nuttin van de wijnrank in zijn veranda. Want zoals hij zo graag druiven plukte, zo hoopte hij dat ook de lezers met evenveel plezier elke dag een blaadje wijsheid zouden ‘plukken’. In oorlogstijd een nieuw product op de markt brengen, was zeker niet evident. Het mag een wonder heten dat de scheurkalender wist te ontsnappen aan de censuur van de bezetter. Maar het succes was meteen groot en René Nuttin zag zijn droom om volksopvoeder te zijn al snel in vervulling gaan.
In 1942 was René Nuttin intussen bijna 70 jaar en zocht een overnemer voor zijn geesteskind. Die vond hij in Drukkerij Aloïs Strobbe en Zonen uit Izegem. Drukkerij Strobbe was al afnemer van de kalenderblokjes en werd nu ook drukker, uitgever en verdeler van De Druivelaar. De gebroeders Strobbe gebruikten hun expertise om De Druivelaar een meer commercieel elan te geven. Er werden nieuwe lettertypes gebruikt en Anton Strobbe zette tekenaars (die werkloos waren in oorlogstijd) aan het werk om rubriekkopjes en humoristische tekeningen te voorzien. Nieuwe rubrieken en humor kregen een vaste plaats in de kalender, wat meteen de toon, stijl en inhoud aangaf die De Druivelaar nu nog steeds zo typeert.
In 1944 verscheen de kalender niet door de papierschaarste.
In 2014 ging Drukkerij Strobbe uit Izegem de fusie aan met drukkerij-uitgeverij Continuga-UGA uit Heule en werd de naam van het fusiebedrijf INNI group. De Druivelaar wordt sindsdien uitgegeven door de uitgeverijdivisie INNI publishers.

## Het feestjaar 2015
De Druivelaar 2015 was de 100ste uitgave van de scheurkalender. Het jaar werd gekenmerkt door een aantal nieuwigheden zoals de lancering van De Staande Druivelaar en De Gepersonaliseerde Druivelaar. In 2015 maakte de scheurkalender ook zijn intrede op de Boekenbeurs.

## Uitvoeringen
De traditionele uitvoering is De Druivelaar op schild. Jaarlijks brengt De Druivelaar een 6-tal kartonnen rugschildjes uit waaraan je het dagblok kunt ophangen. De schildjes worden door bedrijven vaak gebruikt om hun bedrijfsgegevens mee te geven met hun klanten als ze De Druivelaar als relatiegeschenk aanbieden.
Doorheen de jaren is de familie van De Druivelaar serieus uitgebreid. Op vraag van heel wat ziekenhuizen en rusthuizen werd De Grote Druivelaar uitgebracht die verkrijgbaar is in de drie grote formaten A5, A4 en A3. De inhoud is dezelfde als in de meer bekende dagblokjes, maar de leesbaarheid is een stuk hoger. Maar ook in het digitale tijdperk is De Druivelaar mee als De Digitale Druivelaar, een app voor Android (sinds 2013) en Apple (sinds 2012). Voor moderne interieurs in huizen en kantoorgebouwen waar men amper nog iets aan de muren ophangt, werd De Staande Druivelaar ontwikkeld die in een pvc-houder wordt geleverd.
Tot slot werd in 2015 ook De Gepersonaliseerde Druivelaar gelanceerd. Online kunnen de heiligen van de dag vervangen worden door de verjaardagen van bijvoorbeeld familielieden en kunnen de gewenste blaadjes voorzien worden van eigen tekstjes.

## Trivia
- In het Urbanusalbum De harem van Urbanus mag Urbanus van God niet meer in de hemel verschijnen om zijn overleden vriendin te bezoeken vooraleer er vijftig jaar zijn verstreken. Hierom vervalst Urbanus een "Druivelaar"-kalender en verkleedt zich alsof hij stokoud is geworden. In de hemel toont hij de kalender als "bewijs" dat er effectief al zoveel tijd is verstreken. God is eerst sceptisch en grist de Druivelaar uit Urbanus' handen om te kijken of het wel een echte is? Als hij echter de mop op de achterzijde nakijkt concludeert hij: "Hmm, gezien de flauwheid van de mop moet het wel authentiek zijn."
- In de rubriek "Pijlen Gezeul" uit de komische tv-serie Het Peulengaleis las Bart Peeters wekelijks een mop van de Druivelaar voor.
- Sinds 1 april 1986 is Christine Desmet verantwoordelijk voor de samenstelling van de scheurkalender.[5][6]